# Gare de Higashi-Matsudo
La gare de Higashi-Matsudo (東松戸駅, Higashi-Matsudo-eki) est une gare ferroviaire japonaise située à Matsudo dans la préfecture de Chiba. Elle est gérée conjointement par les compagnies JR East, Keisei et Hokuso-Railway.

## Situation ferroviaire
La gare de Higashi-Matsudo est située au point kilométrique (PK) 92,8 de la ligne Musashino et au PK 7,5 des lignes Keisei Aéroport de Narita et Hokusō.

## Histoire
La gare a été inaugurée le 31 mars 1991 sur la ligne Hokusō. La partie JR East ouvre le 14 mars 1998.

## Services aux voyageurs

### Accès et accueil
La gare dispose d'un bâtiment voyageurs, avec guichet, ouvert tous les jours.

### Desserte

#### Hokuso et Keisei
- Ligne Hokusō :
  - voies 1 et 2 : direction Keisei Takasago, Asakusa, Shinagawa et Aéroport de Haneda
  - voies 3 et 4 : direction Imba Nihon-Idai
- Ligne Keisei Aéroport de Narita :
  - voies 1 et 2 : direction Keisei Takasago, Keisei Ueno, Asakusa, Shinagawa et Aéroport de Haneda
  - voies 3 et 4 : direction Aéroport de Narita

#### JR East
- Ligne Musashino :
  - voie 1 : direction Fuchū-Hommachi
  - voie 2 : direction Nishi-Funabashi